# Pentila alba
Pentila alba är en fjärilsart som beskrevs av Herman Dewitz 1886. Pentila alba ingår i släktet Pentila och familjen juvelvingar. Inga underarter finns listade i Catalogue of Life.